# نورمان شوستر
نورمان شوستر (بالألمانية: Norman Schuster)‏ (مواليد 13 ديسمبر 1979) هو ملاكم ألماني، مثّل بلاده في الألعاب الأولمبية الصيفية 2000.

## روابط خارجية
نورمان شوستر على موقع بوكس ريك (الإنجليزية) (registration required)
- نورمان شوستر على موقع أوليمبيديا (الإنجليزية)